# Équipe de Belgique de football en 2008
Maillots
Chronologie
Saison précédente Saison suivante
L'équipe de Belgique de football dispute en 2008 la première partie des éliminatoires de la Coupe du monde et joue quatre rencontres amicales.

## Objectifs
L'objectif de 2008 est de bien entamer les éliminatoires de la Coupe du monde afin de tenter de se qualifier après avoir manqué l'édition 2006 en Allemagne.

## Résumé de la saison
Malgré la campagne catastrophique de l’équipe A pour les qualifications de l’Euro 2008, le contrat de Vandereycken est prolongé pour deux ans par la fédération nationale. Il change néanmoins d'adjoint, Franky Vercauteren remplaçant Stéphane Demol. Les matchs amicaux du premier semestre 2008 ne sont guère encourageants mais l'équipe parvient tout de même à redresser la barre à l'entame des qualifications pour la Coupe du monde 2010, signant deux victoires (3-2 et 2-0) contre les modestes équipes d'Estonie et d'Arménie, un bon match nul (1-1) en Turquie et ne s'inclinant que dans les dernières minutes (1-2) face à l'Espagne, championne d'Europe en titre. Malheureusement, les espoirs de qualification pour le mondial sud-africain sont réduits à néant après deux défaites (2-4 et 2-1) en une semaine contre la Bosnie-Herzégovine. Ces contre-performances poussent l'URBSFA à licencier le sélectionneur le 7 avril 2009. Son adjoint, Franky Vercauteren, est chargé de l’intérim en attendant l'arrivée de son successeur désigné, le Néerlandais Dick Advocaat, en contrat avec le Zénith Saint-Pétersbourg jusqu'en décembre. Les résultats ne s'améliorent pas et après une défaite humiliante (2-1) en Arménie, Vercauteren remet sa démission. Dans le même temps, Advocaat est libéré par son club et peut entrer immédiatement en fonction à la tête des Diables Rouges. Une première polémique survient quand, en décembre, le sélectionneur s'engage également avec le club néerlandais d'AZ Alkmaar, une double-casquette finalement acceptée par l'Union belge, l'équipe nationale ne devant disputer que deux rencontres amicales d'ici le début des qualifications pour l'Euro 2012. Malgré cette largesse, le 15 avril 2010, il annonce au président de la fédération belge son intention de quitter son poste pour prendre en main la sélection de Russie.
Dans l’ombre de l’équipe A, une nouvelle génération de jeunes joueurs atteint cependant les demi-finales du Championnat d'Europe espoirs en juin 2007, décrochant ainsi un ticket pour les Jeux olympiques pour la première fois depuis 1928. L’équipe belge espoirs atteindra les demi-finales du tournoi olympique en août 2008, avec une défense composée notamment de Vincent Kompany, Thomas Vermaelen et Jan Vertonghen, et un milieu de terrain où Marouane Fellaini et Mousa Dembélé impressionnent.

## Bilan de l'année
Le bilan est mitigé, classés 3e du groupe 5 au 15 octobre 2008, les Belges sont en concurrence serrée avec la Turquie et la Bosnie pour une place de barragistes alors que l'Espagne semble intouchable et assurée de se placer directement pour le tournoi final en tant que vainqueur de poule. Les résultats des rencontres amicales sont catastrophiques, si deux des trois défaites ont été encourues face à des cadors, celle face au Maroc (1-4), à domicile et lourde dans les chiffres, est mal digérée ainsi que le partage (1-1) face aux modestes voisins luxembourgeois. Au classement mondial de la FIFA, les Diables Rouges sortent du top 50 qu'ils avaient pourtant réintégré l'année précédente et tombent à la 54e position.

### Coupe du monde 2010

#### Éliminatoires (zone Europe, Groupe 5)
| Rang | Équipe             | Pts | J | G | N | P | Bp | Bc | Diff |  | Résultats (▼ dom., ► ext.) |     |     |     |     |     |     |
| ---- | ------------------ | --- | - | - | - | - | -- | -- | ---- |  | -------------------------- | --- | --- | --- | --- | --- | --- |
| 1    | Espagne            | 12  | 4 | 4 | 0 | 0 | 10 | 1  | +9   |  | Espagne                    |     | -   | -   | 1-0 | -   | 4-0 |
| 2    | Turquie            | 8   | 4 | 2 | 2 | 0 | 5  | 2  | +3   |  | Turquie                    | -   |     | 1-1 | 2-1 | -   | -   |
| 3    | Belgique           | 7   | 4 | 2 | 1 | 1 | 7  | 5  | +2   |  | Belgique                   | 1-2 | -   |     | -   | 3-2 | 2-0 |
| 4    | Bosnie-Herzégovine | 6   | 4 | 2 | 0 | 2 | 12 | 4  | +8   |  | Bosnie-Herzégovine         | -   | -   | -   |     | 7-0 | 4-1 |
| 5    | Estonie            | 1   | 4 | 0 | 1 | 3 | 2  | 13 | -11  |  | Estonie                    | 0-3 | 0-0 | -   | -   |     | -   |
| 6    | Arménie            | 0   | 4 | 0 | 0 | 4 | 1  | 12 | -11  |  | Arménie                    | -   | 0-2 | -   | -   | -   |     |

- Sélection directement qualifiée pour la Coupe du monde 2010
- Sélection barragiste

### Classement mondial FIFA
| Classement | Équipe          | Score total (déc. 2008) | Points précédents (déc. 2007) | Évolution | Position        |
| ---------- | --------------- | ----------------------- | ----------------------------- | --------- | --------------- |
| 52         | Irlande du Nord | 580                     | 780                           | -200      | en diminution   |
| 53         | Costa Rica      | 578                     | 466                           | +112      | en augmentation |
| 54         | Belgique        | 548                     | 600                           | -52       | en diminution   |
| 55         | Finlande        | 535                     | 697                           | -162      | en diminution   |
| 56         | ARY Macédoine   | 533                     | 556                           | -23       | en augmentation |

Source : FIFA.

## Les matchs
| Match amical                                                  | Belgique   | 1 - 4   | Maroc                                                       | Stade Roi Baudouin Laeken, Belgique          |                                              |
| 26 mars 2008 · 20:45 heure locale · Historique des rencontres | Witsel 50e | (0 – 2) | Alloudi 14e · Sektioui 34e · El Zhar 85e · Benjelloun 90+2e | Spectateurs : 24 000 Arbitrage : Bas Nijhuis | Spectateurs : 24 000 Arbitrage : Bas Nijhuis |
| 26 mars 2008 · 20:45 heure locale · Historique des rencontres | Rapport    |         |                                                             | Spectateurs : 24 000 Arbitrage : Bas Nijhuis | Spectateurs : 24 000 Arbitrage : Bas Nijhuis |

| Match amical                                                 | Italie                            | 3 - 1   | Belgique    | Stade Artemio-Franchi Florence, Italie           |                                                  |
| 30 mai 2008 · 20:50 heure locale · Historique des rencontres | Di Natale 9e 41e · Camoranesi 49e | (2 – 0) | Sonck 90+2e | Spectateurs : 12 500 Arbitrage : Martin Atkinson | Spectateurs : 12 500 Arbitrage : Martin Atkinson |
| 30 mai 2008 · 20:50 heure locale · Historique des rencontres | Rapport                           |         |             | Spectateurs : 12 500 Arbitrage : Martin Atkinson | Spectateurs : 12 500 Arbitrage : Martin Atkinson |

| Match amical                                                  | Allemagne                             | 2 - 0   | Belgique | easyCredit-Stadion Nuremberg, Allemagne                |                                                        |
| 20 août 2008 · 21:00 heure locale · Historique des rencontres | Schweinsteiger 59e (pen.) · Marin 77e | (0 – 0) |          | Spectateurs : 34 117 Arbitrage : Thomas Vejlgaard (da) | Spectateurs : 34 117 Arbitrage : Thomas Vejlgaard (da) |
| 20 août 2008 · 21:00 heure locale · Historique des rencontres | Rapport                               |         |          | Spectateurs : 34 117 Arbitrage : Thomas Vejlgaard (da) | Spectateurs : 34 117 Arbitrage : Thomas Vejlgaard (da) |

| Coupe du monde 2010 Éliminatoires - Groupe 5                      | Belgique                   | 3 - 2   | Estonie                 | Stade Maurice Dufrasne Liège, Belgique     |                                            |
| 6 septembre 2008 · 20:45 heure locale · Historique des rencontres | Sonck 39e 81e · Defour 75e | (0 – 1) | Zenjov 57e · Oper 90+2e | Spectateurs : 17 992 Arbitrage : Mike Dean | Spectateurs : 17 992 Arbitrage : Mike Dean |
| 6 septembre 2008 · 20:45 heure locale · Historique des rencontres | Rapport                    |         |                         | Spectateurs : 17 992 Arbitrage : Mike Dean | Spectateurs : 17 992 Arbitrage : Mike Dean |

| Coupe du monde 2010 Éliminatoires - Groupe 5                       | Turquie         | 1 - 1   | Belgique  | Stade Şükrü Saracoğlu Istanbul, Turquie          |                                                  |
| 10 septembre 2008 · 21:00 heure locale · Historique des rencontres | Emre 74e (pen.) | (0 – 1) | Sonck 32e | Spectateurs : 34 097 Arbitrage : Stéphane Lannoy | Spectateurs : 34 097 Arbitrage : Stéphane Lannoy |
| 10 septembre 2008 · 21:00 heure locale · Historique des rencontres | Rapport         |         |           | Spectateurs : 34 097 Arbitrage : Stéphane Lannoy | Spectateurs : 34 097 Arbitrage : Stéphane Lannoy |

| Coupe du monde 2010 Éliminatoires - Groupe 5                     | Belgique                 | 2 - 0   | Arménie | Stade Roi Baudouin Laeken, Belgique                   |                                                       |
| 11 octobre 2008 · 20:45 heure locale · Historique des rencontres | Sonck 21e · Fellaini 37e | (2 – 0) |         | Spectateurs : 20 949 Arbitrage : Peter Rasmussen (en) | Spectateurs : 20 949 Arbitrage : Peter Rasmussen (en) |
| 11 octobre 2008 · 20:45 heure locale · Historique des rencontres | Rapport                  |         |         | Spectateurs : 20 949 Arbitrage : Peter Rasmussen (en) | Spectateurs : 20 949 Arbitrage : Peter Rasmussen (en) |

| Coupe du monde 2010 Éliminatoires - Groupe 5                     | Belgique | 1 - 2   | Espagne                 | Stade Roi Baudouin Laeken, Belgique                 |                                                     |
| 15 octobre 2008 · 20:45 heure locale · Historique des rencontres | Sonck 7e | (1 – 1) | Iniesta 36e · Villa 88e | Spectateurs : 45 888 Arbitrage : Tom Henning Øvrebø | Spectateurs : 45 888 Arbitrage : Tom Henning Øvrebø |
| 15 octobre 2008 · 20:45 heure locale · Historique des rencontres | Rapport  |         |                         | Spectateurs : 45 888 Arbitrage : Tom Henning Øvrebø | Spectateurs : 45 888 Arbitrage : Tom Henning Øvrebø |

| Match amical                                                      | Luxembourg | 1 - 1   | Belgique     | Stade Josy-Barthel Luxembourg-Ville, Grand-Duché de Luxembourg |                                            |
| 19 novembre 2008 · 20:30 heure locale · Historique des rencontres | Mutsch 46e | (0 – 1) | Mirallas 22e | Spectateurs : 4 172 Arbitrage : Mike Riley                     | Spectateurs : 4 172 Arbitrage : Mike Riley |
| 19 novembre 2008 · 20:30 heure locale · Historique des rencontres | Rapport    |         |              | Spectateurs : 4 172 Arbitrage : Mike Riley                     | Spectateurs : 4 172 Arbitrage : Mike Riley |

Note : Ce match amical fut organisé pour célébrer le 100e anniversaire de la Fédération luxembourgeoise de football (FLF).

## Les joueurs
| Joueurs              | Joueurs                      | Amical | Amical  | Amical  | QCM 2010 | QCM 2010 | QCM 2010 | QCM 2010 | Amical |
| -------------------- | ---------------------------- | ------ | ------- | ------- | -------- | -------- | -------- | -------- | ------ |
| Gardiens de but      |                              |        |         |         |          |          |          |          |        |
| Stijn Stijnen        | Club Bruges KV               | 90     | 90      | 90      | 90       | 90 88e   | 90       | 90       |        |
| Olivier Renard       | KV Malines                   | r      | r       | r       | r        | r        |          |          | r      |
| Logan Bailly         | KRC Genk                     |        | r       |         |          |          |          |          |        |
| Silvio Proto         | Germinal Beerschot Antwerpen |        |         |         |          |          | r        | r        | 90     |
| Défenseurs           |                              |        |         |         |          |          |          |          |        |
| Guillaume Gillet     | RSC Anderlecht               | 46e    | 70e     | 67e     |          |          | 90       | 87e      | 84e    |
| Daniel Van Buyten    | Bayern Munich                | 46e    |         | 90 58e  | 90       | r        | r        | 46e      | 90     |
| Thomas Vermaelen     | Ajax Amsterdam               | 90 29e |         |         | 70e      | 90 71e   |          | 90       | 46e    |
| Jan Vertonghen       | Ajax Amsterdam               | 90     | 90      |         | 90       | 90       | 90       | 90 82e   | 46e    |
| Vincent Kompany      | Hambourg SV                  | 85e    | 90      |         | 90       | 90       | 90       | 90       |        |
| Gill Swerts          | Vitesse Arnhem               | 46e    | 46e 72e | 87e     | r        | 90 20e   |          |          |        |
| Carl Hoefkens        | West Bromwich Albion         |        | 46e     | 87e     |          |          |          |          |        |
| Sébastien Pocognoli  | AZ Alkmaar                   |        | 90      |         |          |          |          |          |        |
| Sepp De Roover       | FC Groningen                 |        | r       |         |          |          |          |          |        |
| Landry Mulemo        | Standard de Liège            |        | r       |         |          |          |          |          |        |
| Filip Daems          | Borussia Mönchengladbach     |        |         | 90      | r        | 76e      | r        | 46e      | 46e    |
| Jelle Van Damme      | RSC Anderlecht               |        |         | 46e 64e | 70e      |          | 90       | 73e      | 46e    |
| Mark De Man          | Roda JC Kerkrade             |        |         | 87e     |          | r        | r        |          |        |
| Anthony Vanden Borre | Genoa CFC                    |        |         |         |          |          | r        | 87e      | 90     |
| Milieux              |                              |        |         |         |          |          |          |          |        |
| Gaby Mudingayi       | Lazio Rome                   | 90     | 85e     | 87e     | r        | 46e 55e  |          |          |        |
| Timmy Simons         | PSV Eindhoven                | 90 49e | 90      | 90      | 90       | 90       | 90       | 90 31e   | 67e    |
| Mousa Dembélé        | AZ Alkmaar                   | 81e    | 57e     |         |          | 90       | 90       | r        |        |
| Axel Witsel          | Standard de Liège            | 46e ,  | 70e     | 67e     | 90       | 76e      | 90       | 90       |        |
| Karel Geraerts       | Club Bruges KV               | 85e    |         |         |          |          |          |          |        |
| Marouane Fellaini    | Standard de Liège            | 46e    | 90      |         | 90       | 90       | 90       | 90       |        |
| Steven Defour        | Standard de Liège            |        | 57e     | 61e     | 90       | 46e      | 72e      | 73e      |        |
| Bart Goor            | RSC Anderlecht               |        |         | 79e     |          |          |          |          |        |
| Thomas Buffel        | Cercle Bruges KSV            |        |         | 61e     |          |          |          |          |        |
| Maarten Martens      | AZ Alkmaar                   |        |         |         |          |          |          |          | 90     |
| Jeroen Simaeys       | Club Bruges KV               |        |         |         |          |          |          |          | 67e    |
| Killian Overmeire    | KSC Lokeren                  |        |         |         |          |          |          |          | 84e ,  |
| Attaquants           |                              |        |         |         |          |          |          |          |        |
| Stijn De Smet        | Cercle Bruges KSV            | 46e,   |         |         |          |          |          | r        |        |
| Kevin Mirallas       | Lille OSC                    | 63e    | 57e     |         | 76e      |          |          |          | 75e    |
| Wesley Sonck         | Club Bruges KV               | 63e    | 57e     | 90      | 90+2e    | 85e      | 87e      | 90       | 67e    |
| Luigi Pieroni        | RSC Anderlecht               | 81e    |         |         |          |          |          |          |        |
| Stein Huysegems      | FC Twente                    |        | 85e     | 79e     | 90+2e    | r        | 72e      | r        | 90     |
| Tom De Sutter        | Cercle Bruges KSV            |        |         | 46e     | 76e      | 85e      | 87e      |          | 75e    |
| Eden Hazard          | Lille OSC                    |        |         |         |          |          |          |          | 67e    |

Un « r » indique un joueur qui était parmi les remplaçants mais qui n'est pas monté au jeu.
1. 1 2 3 4 5 6  Dernière sélection officielle pour le joueur.
2. 1 2 3 4 5 6 7  Première sélection officielle pour le joueur.
3. 1 2  Premier but officiel pour le joueur.

## Aspects socio-économiques

### Audiences télévisuelles
| Jour de diffusion | Match                 | Compétition    | Diffuseur francophone | Téléspectateurs | Diffuseur néerlandophone | Téléspectateurs |
| ----------------- | --------------------- | -------------- | --------------------- | --------------- | ------------------------ | --------------- |
| 26 mars 2008      | Belgique - Maroc      | Amical         | Club RTL              | 347 400         | Canvas                   | n.c.            |
| 30 mai 2008       | Italie - Belgique     | Amical         | non diffusé           | non diffusé     | non diffusé              | non diffusé     |
| 20 août 2008      | Allemagne - Belgique  | Amical         | non diffusé           | non diffusé     | non diffusé              | non diffusé     |
| 6 septembre 2008  | Belgique - Estonie    | Coupe du monde | Club RTL              | 323 800         | Canvas                   | n.c.            |
| 10 septembre 2008 | Turquie - Belgique    | Coupe du monde | non diffusé           | non diffusé     | Canvas                   | 720 000         |
| 11 octobre 2008   | Belgique - Arménie    | Coupe du monde | Club RTL              | 418 500         | Canvas                   | n.c.            |
| 15 octobre 2008   | Belgique - Espagne    | Coupe du monde | RTL TVI               | 747 200         | Canvas                   | 987 600         |
| 19 novembre 2008  | Luxembourg - Belgique | Amical         | non diffusé           | non diffusé     | non diffusé              | non diffusé     |

Sources : 
- CIM (via TVvisie)[stats 2],[stats 3].

## Sources

### Archives
1. ↑  (nl) « Concentra online archief », sur krantenarchief.concentra.be, Mediahuis.

### Statistiques
1. ↑  « CLASSEMENT MASCULIN », sur fifa.com, FIFA, 17 décembre 2008 (consulté le 14 juillet 2021)
2. ↑  (nl) « Kijkcijfers Vlaanderen », sur tvvisie.be, CIM
3. ↑  (nl) « Kijkcijfers Wallonië », sur tvvisie.be, CIM